# Физикогеографски страни
Физикогеографски страни (ФГС) са едни от висшите таксономични единици във физикогеографското райониране. Те съставляват части от континенти, характеризиращи се на значително протежение с единна геоструктура (например щитове, плочи, платформи и др.) или закономерни съчетания на структурни елементи, с преобладаващи тенденции на нови тектонски движения и като следствие от това – общност или еднородност на макрорелеф (обширни равнини, плата, планински системи и техните комбинации). Географското положение на ФГС се определя от общите черти на атмосферните процеси и макроклимата (съотношение между морски и континентални въздушни маси, степен на овлажняване и др.), които в съвкупност отразяват спецификата на проявление на широчинната зоналност (броя и особеностите на разположение на ландшафтните зони), а в планинските системи – височинната поясност. Примери за ФГС са Източноевропейска равнина, Кавказ, Урал, Западносибирска равнина и много други.

## Вижте още
- Физикогеографско райониране
- Физикогеографски пояси
- Физикогеографски зони
- Физикогеографски подзони
- Физикогеографски области